# Marjanovac
Marjanovac es un pueblo de la municipalidad de Velika Kladuša, en el cantón de Una-Sana, Bosnia y Herzegovina.

## Superficie
Posee una superficie de 6,05 kilómetros cuadrados.

## Demografía
Hasta 2013 la población era de 711 habitantes, con una densidad de población de 117,5 habitantes por kilómetro cuadrado.